# Rubén Tufiño
Rubén Darío Tufiño Schwenk (Santa Cruz de la Sierra, 9 de enero de 1970), más conocido como Rubén Tufiño, es un exfutbolista boliviano.  Se desempeñaba como centrocampista.
Formado en la famosa Academia Tahuichi (Santa Cruz, Bolivia), estudió en la Universidad de Carolina del Sur (Carolina del Sur, EE. UU.), con beca universitaria de fútbol. Fue nombrado por la revista “Soccer America” como mejor jugador universitario de los EE. UU. de primer año en 1989. Se graduó profesionalmente de la Universidad de Carolina del Sur en la carrera de Ingeniería Civil en 1993.
Jugaba de mediocampista y militó en diversos clubes de Bolivia. Con su selección participó en 3 ediciones de la Copa América (la de 1997 en su país donde fue subcampeón, la de 1999 en Paraguay y la de 2004 en Perú) y en una Copa Confederaciones (la de 1999 en México). Hizo curso de dirección técnica de fútbol en los EE. UU. en 2009. Fue gerente deportivo del club Blooming de 2016 a 2018.

## Clubes
| Club              | País    | Año         |
| ----------------- | ------- | ----------- |
| Oriente Petrolero | Bolivia | 1995 - 1996 |
| Blooming          | Bolivia | 1997 - 1999 |
| Oriente Petrolero | Bolivia | 2000        |
| Blooming          | Bolivia | 2001        |
| Bolívar           | Bolivia | 2002 - 2004 |
| The Strongest     | Bolivia | 2005        |
| Blooming          | Bolivia | 2006        |